# 神尾春央
神尾 春央（かんお はるひで、貞享4年（1687年） - 宝暦3年5月5日（1753年6月6日））は、江戸時代の旗本。官位は若狭守。苛斂誅求を推進した酷吏として知られており、農民から憎悪を買ったが、将軍吉宗にとっては幕府の財政を潤沢にし、改革に貢献した功労者であった。

## 経歴
貞享4年（1687年）、下嶋為政の次男として誕生。母は館林徳川家の重臣稲葉重勝の娘。長じて旗本の神尾春政の養子となる。元禄14年（1701年）仕官。賄頭、納戸頭など経済官僚畑を歩み、元文元年（1736年）勘定吟味役に就任。さらに翌年には勘定奉行となる。
時に8代将軍徳川吉宗の享保の改革が終盤にさしかかった時期であり、勝手掛老中・松平乗邑の下、年貢増徴政策が進められ、春央はその実務役として積極的に財政再建に取り組み、租税収入の上昇を図った。特に延享元年（1744年）10月には自ら中国地方へ赴任して、年貢率の強化、収税状況の視察、隠田の摘発などを行い、その甲斐あって、同年は江戸時代約260年を通じて収税石高が最高となった。ただし、百姓たちからは大いに恨まれ、摂津、和泉、河内、播磨、大和のうち、天領に属する農民たちが決起して、大坂町奉行、京都町奉行、京都所司代に年貢の減額を求め、また、翌延享2年4月には、摂津、河内3郡の農民ら2万が、京都御所に押しかけた。彼らは、内大臣、武家伝奏に、朝廷として、幕府に対する年貢の減額の斡旋を行ってほしいと求めた（摂津国河内国延享2年一揆）。徳川吉宗が将軍職を家重に譲って大御所と称したのは、その年の10月である。
しかし、翌年松平乗邑が失脚した影響から春央も地位が危うくなる。春央は金銀銅山の管理、新田開発、検地奉行、長崎掛、村鑑、佐倉小金牧などの諸任務を1人で担当していた他、支配役替や代官の所替といった人事権をも掌握していたが、延享3年（1746年）9月、それらの職務権限は勝手方勘定奉行全員の共同管理となったため、影響力は大きく低下した。
宝暦3年（1753年）、没す。

## 人物評価
およそ半世紀後の本多利明の著作『西域物語』によれば、春央は「胡麻の油と百姓は絞れば絞るほど出るものなり」と述べたとされており、この文句は春央の性格を反映するものとして、また江戸時代の百姓の生活苦の形容として広く知られている（ただし、逆に貧農史観のイメージを定着させてしまったともいえる）。
また、当時の勘定組頭・堀江荒四郎芳極（ほりえ あらしろう ただとう）と共に行った畿内・中国筋における年貢増徴の厳しさから、「東から かんの（雁の・神尾）若狭が飛んできて 野をも山をも堀江荒しろ（荒四郎）」という落書も読まれた。